# Julien Serrano
Julien Serrano (* 13. Februar 1998 in Aix-en-Provence, Département Bouches-du-Rhône) ist ein französischer Fußballspieler.

## Karriere
Am 20. Juli 2017 unterzeichnete Serrano seinen ersten Profivertrag bei Monaco, wodurch er bis 2020 an den Verein gebunden bleibt (inzwischen bis 2022 verlängert). Serrano machte sein professionelles Debüt für Monaco bei einer 1:3-Niederlage gegen En Avant de Guingamp am 21. April 2018.
Zur Saison 2019/20 wurde Serrano an den belgischen Erstdivisionär Cercle Brügge ausgeliehen. Ende Januar 2020 wurde diese Ausleihe vorzeitig aufgelöst. Serrano wurde sofort erneut ausgeliehen, diesmal an die Avenir Sportif Béziers, einem Verein aus der National (D3), der dritthöchsten französischen Liga. Ab August 2020 folgte eine Leihe nach Schottland zum Erstligisten FC Livingston.